# 공주 신원사 대웅전
공주 신원사 대웅전(公州 新元寺 大雄殿)은 대한민국 충청남도 공주시 계룡면 양화리, 신원사에 있는 대웅전이다. 1978년 12월 30일 충청남도의 유형문화재 제80호로 지정되었다.

## 개요
계룡산 자락에 위치한 신원사는 백제 말기인 의자왕 11년에 열반종의 개조인 보덕이 창건하였다. 고려 충렬왕 24년(1298년) 무기에 의해 중건 되었고, 조선 태조 3년(1394년)에 무학대사가 삼창한 후 다시 고종 13년(1876년)에 중수하였다. 현재의 대웅전은 보연화상이 중건하면서 지은 것이라고 한다.
대웅전은 자연석 기단 위에 서향으로 세웠으며, 정면 3칸, 측면 3칸의 규모로, 처마의 끝을 살짝 올려 우아한 멋을 낸 팔작지붕의 다포식 건축물이다. 정면 3칸은 동일한 간격으로 분할하여 중앙칸에 사분합 빗살문을, 좌우칸에는 사분합 띠살문을 달았는데 3칸 모두 상부에 '정(井)' 자 살창의 교창을 설치하고 있다. 건물의 측면과 후면은 관장벽으로 막았다.
공포는 다포식이지만 세부 구성에 있어서 간략화가 진행되고 있으며, 외부는 1출목에 불과하다. 첨차의 쇠서 위에 연꽃을 조각하여 장식하고 있다. 내부의 살미첨차는 모두 무의미한 장식판으로 변해져 있으며, 주간포는 전면에 2개씩, 측면에는 1개씩을 배치하고 있다. 불단 좌우에 세운 옥내 기둥과 앞뒤 평주로 대들보를 받쳤으며 충량이 배치되었다. 종량에 의지하여 우물천장을, 주위 4면에 빗천장을 가설하였다.
건물 내부에는 우물마루를 깔고, 후면에는 불단을 조성하여 아미타여래, 관음보살, 대세지보살의 삼존불을 모셨으며, 상부에 닫집을 설치하였다.

## 같이 보기
- 신원사

## 참고 자료
- 신원사대웅전 - 국가유산청 국가유산포털